# Ensō

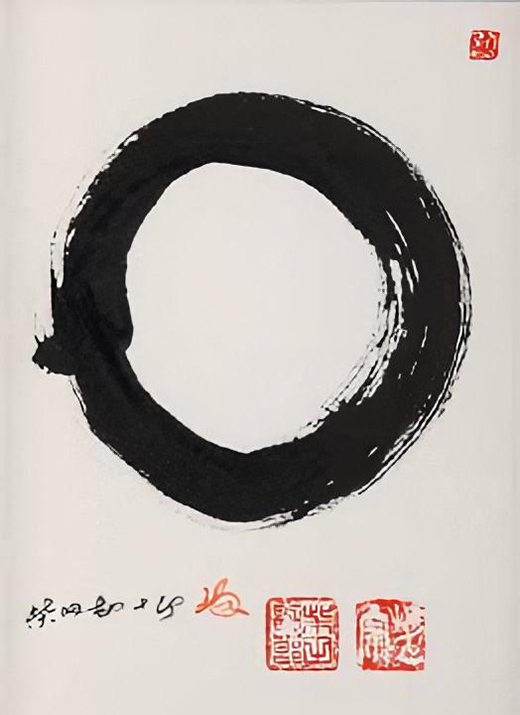
Ensō (k. 2000) bởi Kanjuro Shibata XX. Một vài nghệ sĩ vẽ ensō với một khoảng mở ở đầu vòng tròn, trong khi những người khác thì khép kín vòng tròn.

Trong Thiền tông, ensō (円相 (viên tương) "vòng tròn") là một vòng tròn được vẽ bằng tay trong một hoặc hai nét vẽ không ngắt quãng để biểu hiện khoảnh khắc khi tâm trí được tự do để cho cơ thể được sáng tạo.

## Mô tả
Hình ảnh ensō tượng trưng cho sự giác ngộ tuyệt đối, sức mạnh, tính nhã, vũ trụ, và vô (khoảng trống, hư không, chân không). Nó được đặc trưng bởi một chủ nghĩa tối giản sinh ra từ thẩm mỹ Nhật Bản.
Vẽ ensō là một sự luyện tập sáng tạo có kỷ luật của tranh thủy mặc Nhật Bản—sumi-e (墨絵 (mặc hội) "tranh thủy mặc"). Dụng cụ và thao tác vẽ ensō cũng giống như trong thư pháp Nhật Bản truyền thống: một người sử dụng bút lông (筆 (bút) fude) để vẽ mực lên washi (một loại giấy mỏng của Nhật).
Vòng tròn có thể mở hoặc đóng. Trong trường hợp đầu, vòng tròn không hoàn thiện, cho phép sự chuyển dịch và phát triển cũng như sự hoàn thiện của tất cả mọi thứ. Các thiền sư liên hệ ý tưởng này tới wabi-sabi, vẻ đẹp của sự không hoàn hảo. Khi vòng tròn được đóng lại, nó đại diện cho sự hoàn hảo, giống như hình dạng hoàn hảo của Plato, là lý do tại sao vòng tròn được sử dụng trong nhiều thế kỷ trong việc xây dựng mô hình vũ trụ, xem Ptolemy.
Thông thường, một người sẽ vẽ ensō trong một nét bút động và diễn cảm. Khi vẽ theo phong cách thư pháp Nhật Bản sōsho (草書 (thảo thư)), nét vẽ sẽ đặc biệt mau lẹ. Một khi ensō được vẽ ra, người ta sẽ không sửa lại chúng. Nó chứng minh đặc trưng của người sáng tạo ra nó và bối cảnh sáng tạo của nó trong một thời gian ngắn, liên tục. Vẽ ensō là một sự thực hành tâm linh mà một người có thể thực hiện thường xuyên một lần mỗi ngày.
Việc thực hành tâm linh thông qua việc vẽ ensō này hoặc viết thư pháp Nhật Bản nhằm tự phát triển bản thân được gọi là hitsuzendō (筆禅道 (bút thiền đạo) "con đường của cây bút"). Ensō minh hoạ các khía cạnh khác nhau của quan điểm và thẩm mỹ của wabi-sabi: Fukinsei (bất đối xứng, bất thường), kanso (giản dị), koko (cơ bản; sự từng trải), shizen (không gian dối; tự nhiên), yugen (sự duyên dáng một cách tinh tế sâu sắc), datsuzoku (sự tự do), và seijaku (sự yên tĩnh).

## Sử dụng bên ngoài Thiền tông
Năm 1995, Lucent Technologies thuê văn phòng chi nhánh San Francisco của Landor Associates, một công ty tư vấn thương hiệu xuyên quốc gia, để thiết kế hình ảnh thương hiệu của họ. Trong thiết kế logo, Landor đã vẽ một vòng tròn ensō màu đỏ. Nhà thiết kế có ý định sử dụng nét bút lông để ngụ ý sự sáng tạo của con người, và màu đỏ biểu hiện sự cấp bách. Họ đặt tên cho nó là "Vòng tròn đổi mới". "Tên và biểu tượng của chúng tôi đại diện cho tinh thần kinh doanh và tầm nhìn mới của công ty chúng tôi", từ tuyên bố quan hệ công chúng của Lucent. Ở Bắc Mỹ, logo đã bị hiểu nhầm một cách rộng rãi. Sau nhiều năm giữ được sức mạnh và sự quen thuộc, logo đã trở nên được chấp nhận rộng rãi hơn trong ngành công nghiệp phương Tây (đặc biệt là với bản thân các nhân viên của Lucent), mặc dù nó vẫn chưa được hiểu rõ. Tuy nhiên, ngay sau đó các nhà thiết kế logo khác cũng bắt đầu bị ảnh hưởng bởi tác phẩm này. Lucent đã dừng sử dụng logo này sau khi sáp nhập với tập đoàn Alcatel của Pháp để thành lập liên minh Alcatel-Lucent.
Một biến thể của biểu tượng cũng được sử dụng như là một logo của Obaku Ltd.. Họ tiếp tục sử dụng một hình dạng ensō như một thương hiệu đồng hồ đeo tay.
Thinking, một trung tâm thiết kế và tư vấn quốc tế có trụ sở ở London, sử dụng một ensō mang nghĩa "sự biểu hiện" như một trong bốn biểu tượng của họ, cùng với các biểu tượng về khoa học, khuôn mẫu và tầm nhìn.
Cuốn sách của nhà triết học Joseph Campbell, Anh hùng nghìn mặt, mang biểu tượng này trên bìa của nó, thể hiện sự sáng tạo và tự do biểu hiện không bị ngăn cấm trong nghệ thuật / văn học.
Cuốn sách The Lean Startup sử dụng một enso trên trang bìa. Một trong những khái niệm trong cách tiếp cận này bao gồm một chu trình nghiên cứu 'Xây dựng - Đo lường - Nghiên cứu".
Thiết kế hình vòng tròn của trụ sở chính Apple Campus 2, Apple Inc. có thể cũng đã được lấy cảm hứng từ ensō.
AMD sử dụng một biểu tượng ensō rong việc tiếp thị bộ vi xử lý Ryzen với vi kiến trúc Zen.
MINDBODY kết hợp một cách nổi bật một ensō trong logo công ty.